# Los Korys
Los Korys es un grupo musical de cumbia de Bolivia. 

## Historia
La banda fue fundada el 1 de diciembre de 1990 en la zona Pampahasi, de la ciudad de La Paz, de la mano de los hermanos Edgar y Wilfredo Quispe. El nombre "korys" deriva de la palabra aymara "korichuymas", que significa "corazones de oro". La agrupación cuenta con más de diez álbumes de estudio y su canción más conocida es "Si te vas", considerada un referente de la cumbia romántica boliviana de la década de los 90.